# Judeus da Pérsia
Os judeus persas, judeus iranianos ou parsim ( Persa: ی marcaیان ایرانی yahudiyān-e irāni; hebraico: יהודים פרסים yəhūdīm parsīm ) são judeus descendentes dos judeus que migraram para regiões pertencentes ao atual Irão após a queda dos antigos reinos de Israel e Judá. Com identidade cultural própria e falantes da língua persa_judeu (coletivo de dialetos hebraicos mutuamente inteligíveis falados pelos judeus que viveram no Irã). 

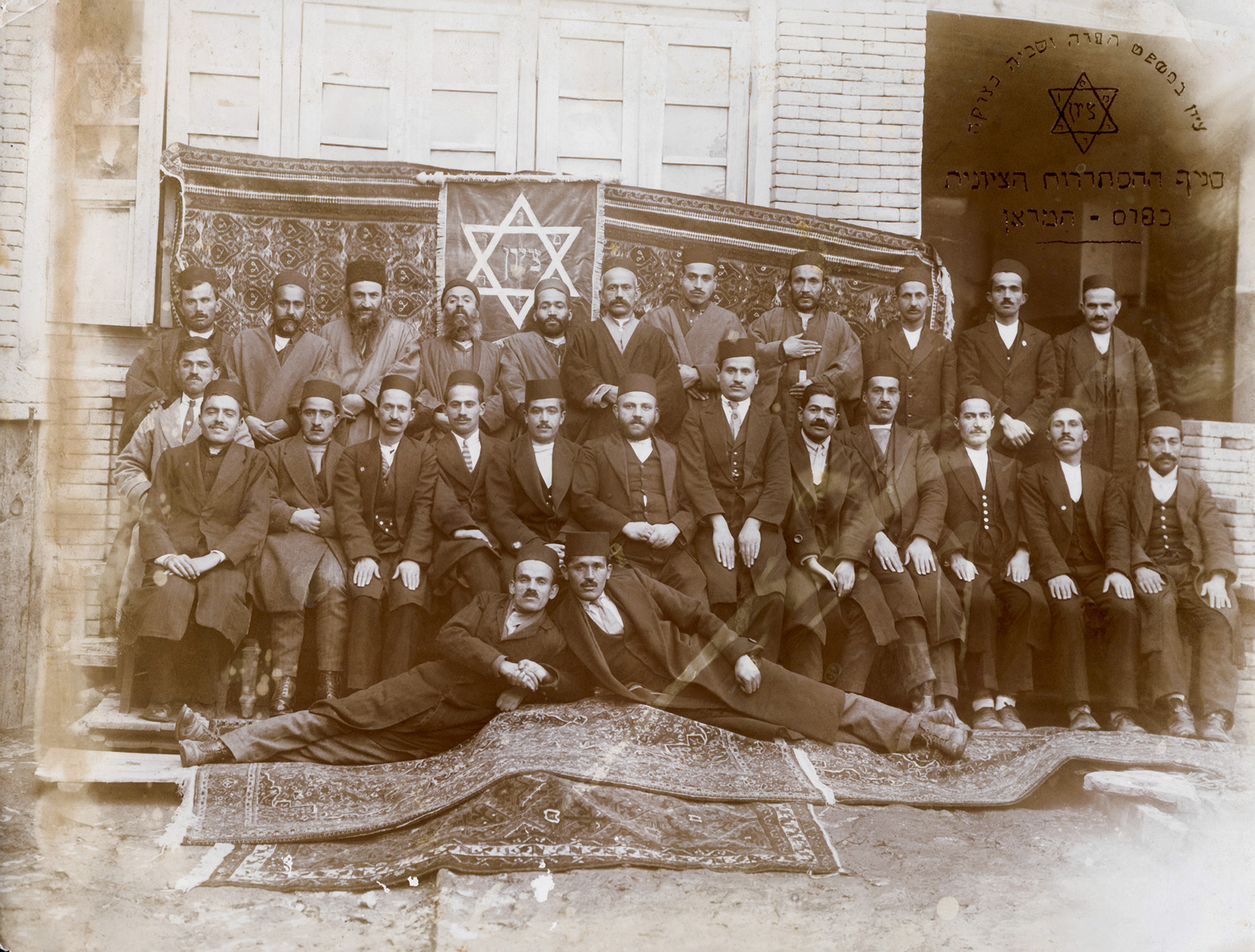
Reunião da Federação Sionista do Irã,1920

O judaísmo no Irã tem uma longa história e a comunidade judaico-persa no Irã é uma das mais antigas do mundo, remonta ao século VIII a.C. Embora aderissem aos seus princípios religiosos, mesmo sob severas perseguições, os judeus iranianos adoptaram prontamente a cultura e a literatura iranianas e ainda as consideram como suas. 
No território persa histórico é a segunda mais antiga religião existente, depois do Zoroastrismo. Hoje cerca de 300 000 judeus persas vivem em Israel e 60 000 nos Estados Unidos. Em 2021, segundo estimativas do governo iraniano viviam no Irã cerca de 9.826 judeus, principalmente na região do Teerã, Ispaã e Hamadã, embora outras estimativas falem em mais de 20 mil judeus iranianos, o país tem o maior número de judeus no Oriente Médio depois de Israel. 
O povo judeu vive na Pérsia desde a segunda metade da época do Primeiro Templo. De fato, os eventos de Purim (conforme registrados no Livro de Ester) ocorreram na capital persa de Shushan (também conhecida como Susã ), onde agora é local da moderna cidade de Hamadã. 

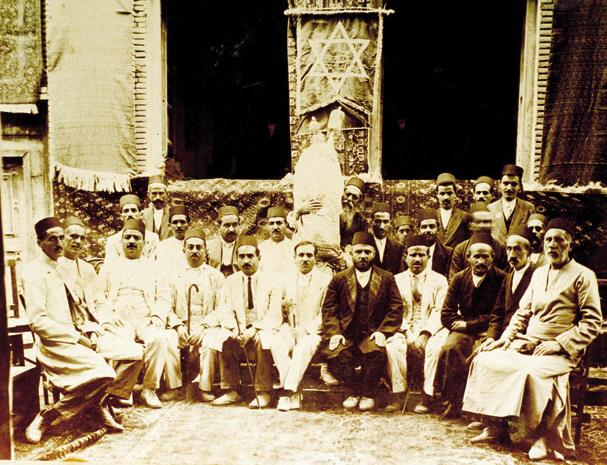
Judeus Persas da cidade de Hamadã em1918

Várias figuras bíblicas estão enterradas no Irã, os túmulos de Mordechai e Ester em Hamadã, Habacuque o Profeta em Toyserkan (cerca de uma hora de distância de Hamadã), Daniel o Profeta em Shush (sul do Irã) e até Sera, Filha de Aser, em Isfahan, refletindo a longa e rica história judaica da região. Existem também túmulos de vários estudiosos judeus notáveis no Irã, como "Harav Uresharga" em Yazd e "Hakham Mullah Moshe Halevi" em Kashan. Os muçulmanos também os respeitam. 
Os judeus europeus às vezes referem-se a todos os judeus do Oriente Médio sob a rubrica geral de sefardita. No entanto, os judeus persas têm suas próprias tradições antigas que antecedem em muito a ascensão de Sefarad no século 10. É mais correto referir-se aos persas, sefarditas e outros da região, como Eidot Hamizrach, “Comunidades do Oriente”. Também conhecidos Judeus Mizrahim (ou Judeus do Oriente).

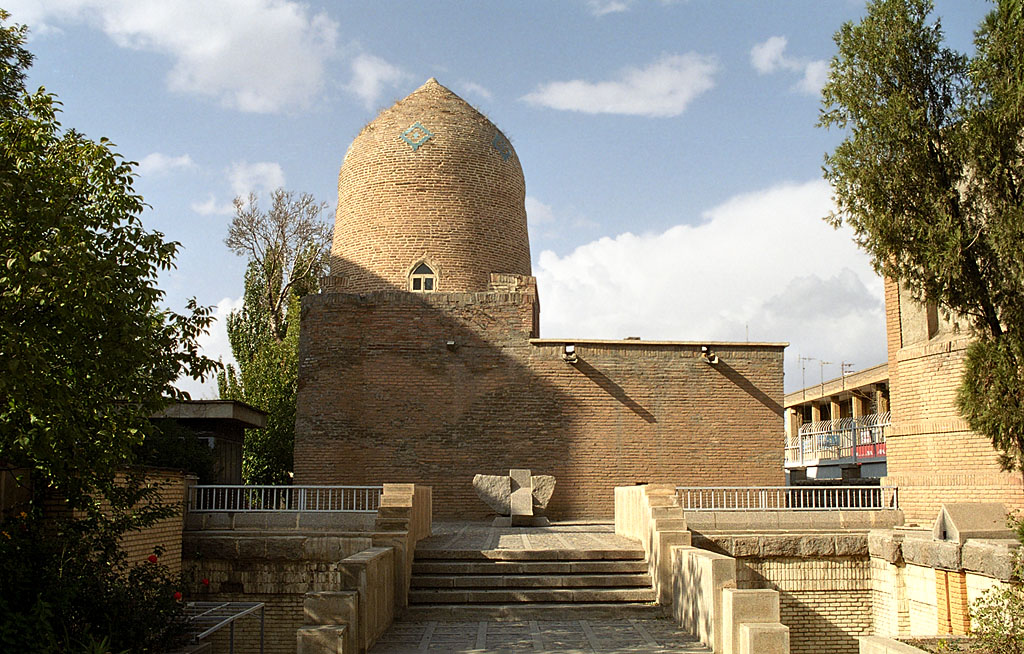
O túmulo de Ester é Moderchai em Hamadã.

Junto com os termos rav e hakham, populares entre muitos sefarditas, os judeus persas muitas vezes se referiam a seus rabinos como mulla, que é a palavra em árabe (e persa) para “mestre”. Outra especificidade dos judeus persas é o uso nos nomes de família do nome de um ancestral masculino (como Rahamim ou Avraham) seguido por “zadeh”, “yan”, “pour” ou “far” – produzindo nomes como Davidzadeh, Yomtovian, Chayempour e Nikfar. Outros refletem profissões ou cidades de origem (Teherani, Shirazi, Kashani, etc.). 
A maioria dos falantes dos dialetos Judeu Persa usam o alfabeto hebraico, embora alguns dialetos dos séculos 19 e 20 tenham também empregado o alfabeto árabe, romano ou cirílico. Eles contêm menos palavras hebraicas do que a maioria das línguas judaicas e, em alguns casos, nenhuma. Seu grau de arcaísmo varia: algumas obras clássicas do JP refletem um estágio mais recente do persa do que os escritos dos muçulmanos contemporâneos. Os falantes referem-se à sua língua como farsi (antigo judaico-persa, talvez *parsi). 

## Comunidade Judaica de Mashhadi
Entre os judeus persas existe a Comunidade Judaica de Mashhadi, que são um grupo com identidade própria entre os judeus Iranianos. Eles surgiram após um pogrom perpetrado por muçulmanos contra a comunidade judaica da cidade Mashhadi (também escrito Mexede em português) no ano de 1839, que se caracterizou pelo assassinato em massa e conversão forçada dos judeus da região para o Islã, a comunidade se “converteu” ao Islã, mas manteve seu judaísmo em segredo. Ainda hoje os judeus Mashhadis mantêm seus nomes e costumes distintos e normalmente só se casam com Mashhadis. Atualmente, eles vivem principalmente em Milão na Itália e em Nova York nos Estados Unidos.  

## Judeus Persas no Irã Hoje

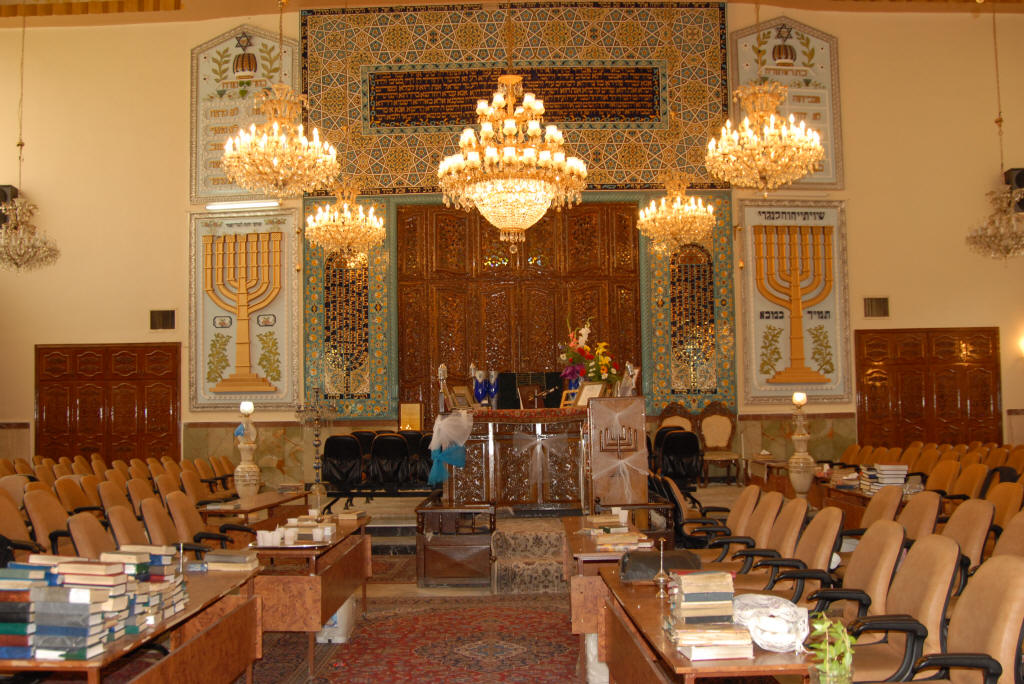
Sinagoga Yusef Abad em Teerã

A maior parte das famílias judias que residem no Irã atualmente exercem atividades empresariais bem-sucedidas e estão isentos da proibição do álcool, sendo-lhes permitido produzir vinho para uso em cerimônias religiosas (o que para um muçulmano iraniano pode levar à cadeia), e por serem monoteístas, são mais tolerados que outras minorias religiosas dentro da sociedade muçulmana, 
Os judeus no Irã mantêm a produção de alimentos casher, sinagogas, micvaot e até yeshivot e colelim próprios. A comunidade judaica além de poder concorrer ao Parlamento tem uma vaga específica para eles no parlamento iraniano, Majlis, (há dois assentos para armênios e um para cada outra minoria: assírios , judeus e zoroastrianos). 
Em reportagem para a BBC em 2006, o líder comunitário judeu Unees Hammami, que organiza as rezas em uma sinanoga judaica no Irã, destaca que por causa da longa relação da comunidade com a história persa, eles são tolerados. Ele diz que o pai da Revolução Islâmica no Irã, o Aiatolá Khomeini, reconhecia os judeus como uma minoria religiosa que devia ser protegida.  Como resultado dessa política, os judeus hoje têm a peculiaridade de enquanto minoria religiosa ter o privilégio de possuir um representante no parlamento iraniano. "O Aiatolá Khomeini fazia uma distinção entre judeus e sionistas, e nos apoiava", declarou Hammami. 

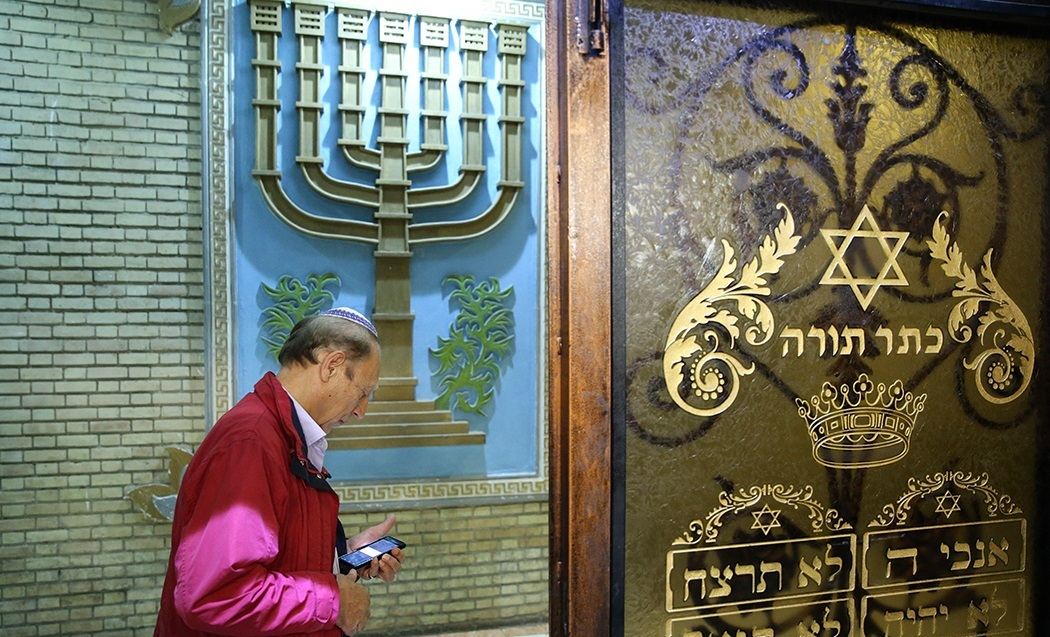
Rabino da Sinagoga Yusuf Abad em Teerã, 30 de maio de 2018

Entretanto estas características não tornam a vida dos judeus iranianos tranquila,  leis  islâmicas preveem que se alguém se converter ao Islã poderá obter toda a herança de sua família, também durante o governo do ex-presidente iraniano Mahmoud Ahmadinejad, a comunidade sofreu com as atitudes antisionistas deste ao negar o Holocausto, como declara o judeu persa Ciamak Moreh Sedgh, que era o representante da comunidade no Parlamento Iraniano na época.  
A maior parte dos judeus evita se pronunciar sobre discriminações, entretanto o pacto de silêncio ficou estremecido quando judeus iranianos externaram sua revolta contra tais ímpetos antissemitas de Ahmadinejad, Siamak como parlamentar deixou clara sua oposição às contestações do então presidente. “Já falei com ele pessoalmente sobre esse tema. Eu sei que 6 milhões de judeus foram exterminados na Segunda Guerra Mundial.” Outro líder da comunidade, Haroun Yashayaei, atacou de frente o presidente Ahmadinejad em artigo publicado num jornal local em julho de 2013. “[…] O presidente tripudia e chama o Holocausto de mito. É algo presunçoso [movido por intenções] de politicagem.”  
O Hospital Judaico Dr. Sapir é o maior hospital de caridade do Irã e de qualquer comunidade de minoria religiosa no país, o nome do hospital é uma homenagem a um médico judeu que morreu em 1921 tentando curar pacientes durante uma epidemia de tifo no Teerã, o hospital atende em sua maioria muçulmanos.  Os judeus iranianos também possuem seus próprios jornais, entre eles o "Ofogh-e-Bina", com estudiosos judeus realizando pesquisas judaicas na "Biblioteca Central da Associação Judaica" de Teerã. 

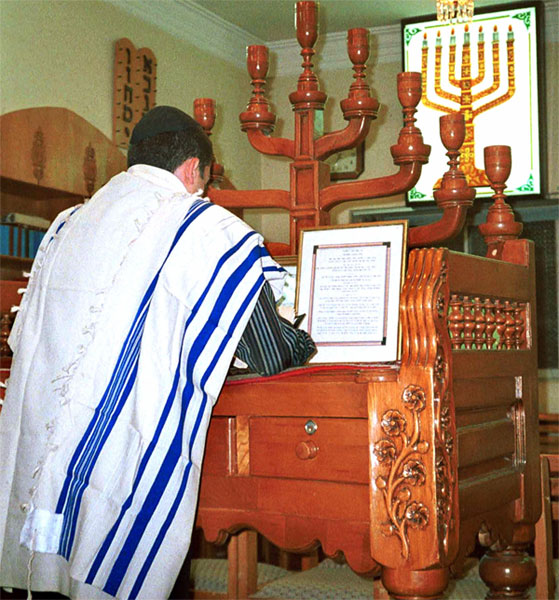
Um judeu persa reza em uma sinagoga em Shiraz, Irã, 1999.

Apenas Muçulmanos podem ser juízes, mas quando judeus iranianos estão envolvidos em questões jurídicas de herança, casamento e divórcio, espera-se que todos os juízes consultem as autoridades clericais judaicas  , uma vez que judeus iranianos não estão sujeitos à lei islâmica em questões civis e moral, em tese quem dá a palavra final nestas questões são rabinos credenciados e consultados pelo regime. 
A relativa tranquilidade dos judeus no Irã e do seu apego ao país fez com que várias famílias rejeitassem ofertas, inclusive com promessa de retribuição financeira, para migrarem para Israel. Mas muitas outras foram embora. Antes da revolução, haviam mais de 80 mil judeus no Irã. Além de Israel, Estados Unidos e Canadá foram os outros destinos preferenciais. 
Apesar do relativo bem-estar dos que ficaram, não faltam histórias de sofrimento e dificuldade. Houve ao menos 13 casos de judeus executados sob acusação de trabalhar para o Mossad. Em 2014, investigadores israelenses revelaram que oito judeus iranianos haviam sido capturados e mortos ao tentar sair clandestinamente do Irã, em 1994. Outros judeus foram presos por um simples telefonema a parentes em Jerusalém ou Tel Aviv. 

## Judeus Persas e o Regime Iraniano
A aparente harmonia entre os judeus que vivem atualmente no país e o Regime Iraniano esconde uma dinâmica complexa e mal resolvida, parecida com uma estratégia de sobrevivência. Para permanecer em paz numa terra onde vivem há milênios, judeus ao longo da história não tiveram outra opção a não ser compactuar com o poder da vez.
A regra número um é jamais externar qualquer simpatia por Israel, comportamento este que não se restringe apenas aos judeus, mas que para eles torna-se mais problemática. Sempre que possível, membros da comunidade devem condenar “o regime sionista” e defender os palestinos.
A comunidade judaica costuma votar em peso nas eleições, sempre
diante das câmeras de TV. A mensagem é clara: os judeus reconhecem e apoiam o regime. Judeus iranianos também são estimulados a participar das grandes celebrações à glória da República Islâmica, como o aniversário da revolução. Em 2013, uma centena de judeus se manifestou em frente ao escritório da ONU em Teerã para apoiar os “direitos nucleares legítimos da
nação iraniana”. Ambiente alegre e descontraído. Mas todos ali haviam sido solicitados a comparecer.
Este apoio ao regime, se expressa nas declarações patrióticas  de Ciamak Moreh Sedgh, que além de parlamentar e médico de carreira do Hospital Judaico Dr. Sapir em Teerã, atuou na Guerra Irã-Iraque como médico de primeiros socorros no exército iraniano, atuação está, que patrioticamente afirma, faria tudo de novo amanhã - garantiu, "Sou iraniano acima de tudo. Minha língua é o farsi, e minhas raízes estão aqui", afirma, "Tenho muito mais afinidade com iranianos muçulmanos do que com judeus no Reino Unido". 
Os homens judeus iranianos são recrutados para as Forças Armadas iranianas como todos os homens iranianos. Muitos judeus iranianos lutaram durante a Guerra Irã-Iraque (1980-1988) como soldados convocados e cerca de 15 foram mortos. 
A questão da participação do diversos integrantes da comunidade judaica durante a guerra contra o Iraque é politicamente explorada pelo Regime Iraniano, um mural no norte de Teerã ostenta com orgulho o rosto de mártires judeus que sacrificaram a vida pela República Islâmica. Uma foto no museu Khomeini, em Teerã, mostra um cartaz erguido sobre a maré humana que recebeu o aiatolá na volta do exílio, no qual judeus escreveram em letras garrafais seu apoio à Revolução de 1979. 
Logo que se reinstalou no Irã, Khomeini recebeu lideranças judaicas e lhes prometeu proteção, dizendo que os considerava cidadãos iranianos com plenos direitos e que sua religião era legítima aos olhos do islã. Desde então, o respeito à comunidade judaica tornou-se um trunfo da propaganda oficial iraniana. 
Entretanto a estratégia política do Regime de defender sob certos aspectos a comunidade, além dos fundamentos históricos e culturais, servem contemporaneamente mais para justificar a política antisionista oficial do regime do Irã do que proporcionar liberdade religiosa para estes cidadãos, pois ao afirmar que os judeus possuem um lar no Irão ou em outros países implica na validação do argumento da desnecessidade da existência do Estado de Israel.

## Relações Irã e Israel e os Judeus Persas
Outra pesada dificuldade para a comunidade remanescente, são as relações entre o Irã e Israel,  uma vez que o governo pós Revolução Iraniana distingue categoricamente o judaísmo, digno de respeito, do sionismo, movimento de apoio ao Estado de Israel, o qual é visto como abominável. A rejeição a Israel, visto como ilegalmente implantado por forças do Ocidente sobre terra palestina, é um elemento central da revolução de 1979, já que o Xá  Reza Pahlevi apoiava o Estado judaico. Israel hoje não existe aos olhos de Teerã, que defende o seu desaparecimento.  
O relacionamento dos judeus persas que ainda residem no Irã com seus familiares que estão em Israel no plano consular é complexa, estrangeiros não podem entrar no Irã se tiverem algum carimbo israelense no passaporte. O passaporte iraniano leva uma inscrição alertando o portador sobre a proibição de visitar os "territórios palestinos ocupados". Mas a política tem brechas. Muitos judeus do Irã viajam a Israel sem ser incomodados. Devem, porém, evitar ter o passaporte carimbado. Israelenses de origem iraniana podem visitar parentes no Irã, desde que obtenham documentos no consulado de Teerã na Turquia.
Boa parte dos cidadãos iranianos não adere ao ódio anti-Israel, mas a maior parte da população, inclusive judeus, diz rejeitar a política israelense em relação aos palestinos. "É melhor ser judeu no Irã do que árabe em Israel", diz o advogado judeu iraniano Farhad Aframian.
Importantes figuras israelenses, como a cantora Rita, o ex-ministro da defesa de Israel Shaul Mofaz e o ex-presidente Moshe Katzav, são judeus nascidos no Irã. Durante a cerimônia fúnebre do papa João Paulo II, em 2005, no Vaticano, Katzav e o então colega iraniano Khatami, ambos originários de Iazde, se cumprimentaram e conversaram amigavelmente em farsi. Diante da reação hostil em seus respectivos países, foram obrigados a negar ter se encontrado. 